# Rùa hộp Bắc Mỹ
Rùa hộp (Danh pháp khoa học: Terrapene) là một chi rùa ở Bắc Mỹ. Có mười hai phân loài này được phân biệt trong chi được phân trên bốn loài.

## Đặc điểm
Chúng được đặc trưng bởi có một lớp vỏ hình vòm, đó là bản lề ở phía dưới, cho phép các động vật để đóng vỏ của nó thật chặt để trốn tránh kẻ thù. Rùa hộp đã trở thành thú nuôi phổ biến, mặc dù nhu cầu trong điều kiện nuôi nhốt rất phức tạp. Những con cái thường có màu vàng, đôi mắt nâu và những con đực thường có đôi mắt màu đỏ hoặc màu cam, nhưng cách đáng tin cậy nhất để phân biệt đực cái là xem xét yếm. Tên chi Terrapene được đặt ra bởi Merrem năm 1820 là một chi riêng biệt từ Emys. Hiện nay bốn loài được phân loại trong chi và mười hai đơn vị phân loại được phân biệt
Tất cả các loài rùa hộp có một cái mai rùa có hình vòm. Tất cả các loài có mái vòm, với một trung tâm vảy đầu tiên ở một góc của hơn 50 °, rùa hộp có thể đóng rất chặt chẽ để bảo vệ mình khỏi những kẻ săn mồi. Rùa có thể bảo vệ mình khỏi bị ăn thịt bởi việc ẩn, đóng vỏ của chúng và cắn trả. Nguy cơ tử vong cao nhất trong các động vật nhỏ do kích thước của chúng và mai còn mề yếu. Trong khi vỏ của một con rùa hộp lớn hiếm khi bị vỡ, những con rùa hộp vẫn còn dễ bị tổn thương đến bất ngờ tấn công và gặm nhấm hoặc bọ mổ. Động vật săn mồi thường gặp là động vật có vú như chồn nhỏ, chồn hôi, gấu trúc, chó và các loài gặm nhấm, nhưng cũng chim ví dụ như quạ và rắn được biết đến là đã giết rùa hộp. 

## Các loài
- Rùa hộp thông thường, Terrapene carolina (Linnaeus, 1758) (type species)[2]
  - Rùa hộp Florida, Terrapene carolina bauri Taylor, 1895
  - Rùa hộp miền Đông, Terrapene carolina carolina (Linnaeus, 1758)
  - Rùa hộp bờ biển vịnh, Terrapene carolina major (Agassiz, 1857)
  - Rùa hộp Mexico, Terrapene carolina mexicana (Gray, 1849)
  - Terrapene carolina putnami O.P. Hay, 1906 (extinct)
  - Rùa hộp ba bạch, Terrapene carolina triunguis (Agassiz, 1857)
  - Rùa hộp Yucatán, Terrapene carolina yucatana (Boulenger, 1895)
- Rùa hộp Coahuilan, Terrapene coahuila Schmidt & Owens, 1944
- Rùa bộp ba đốm, Terrapene nelsoni Stejneger, 1925
  - Rùa hộp đốm phương Bắc, Terrapene nelsoni klauberi Bogert, 1943
  - Rùa hộp đốm phương Nam, Terrapene nelsoni nelsoni Stejneger, 1925
- Rùa hộp Ornate (hay rùa hộp miền Tây), Terrapene ornata, (Agassiz, 1857)
  - Rùa hộp Ornate miền Tây Terrapene ornata ornata (Agassiz, 1857)
  - Rùa hộp sa mạc, Terrapene ornata luteola H.M. Smith & Ramsey, 1952

## Tập tính
Rùa hộp Bắc Mỹ là động vật ăn tạp với một chế độ ăn uống đa dạng, như một con rùa hộp sẽ "về cơ bản ăn bất cứ thứ gì nó có thể nắm bắt". Vật không xương sống (giữa những người khác côn trùng, giun đất, rết) tạo thành các thành phần chính, nhưng chế độ ăn uống cũng bao gồm một phần lớn từ 30-90%) thực vật. Trong khi các báo cáo tồn tại mà trong họ 5-6 năm đầu, rùa hộp chủ yếu là ăn thịt, trong khi con trưởng thành chủ yếu là động vật ăn cỏ
Rùa hộp có nguồn gốc từ Bắc Mỹ. Các loài phân bố rộng nhất là rùa hộp thường được tìm thấy ở Hoa Kỳ và Mexico. Hộp rùa Ornate là loài đặc hữu của các phần Tây Nam Trung bộ và Nam của Mỹ và liền kề Mexico trong khi rùa hộp đốm là loài đặc hữu của khu vực Tây Bắc chỉ có Mexico. Hộp coahuilan rùa chỉ được tìm thấy trong Cuatro Ciénegas Basin (Coahuila, Mexico).